# Diocesi di Celene
La diocesi di Celene (in latino: Dioecesis Celenensis) è una sede soppressa e sede titolare della Chiesa cattolica.

## Storia
Celene fa riferimento all'antica città romana di Aquae Celenae, che corrisponde a Caldas de Reis in Galizia. Era la capitale del popolo dei Celeni e apparteneva al conventus Lucensis, ossia alla regione di Lugo.
Fu sede di un'antica diocesi della Spagna romana, suffraganea dell'arcidiocesi di Braga, attestata dal concilio di Toledo del 400 e dalla Cronaca di Idazio. Queste fonti menzionano il vescovo Ortigio, che partecipò al concilio e ne firmò gli atti.
Ancora Idazio potrebbe accennare indirettamente a un altro vescovo di Celene: In conventu Lucensi contra voluntatem Agrestii, Lucensis episcopi, Pastor et Siagrius episcopi ordinantur. Il territorio di Lugo aveva due sole diocesi, Celene e Lugo. Uno tra Pastore o Siagrio potrebbe perciò essere vescovo di questa sede.
Verso la metà del VI secolo la sede episcopale fu traslata a Iria Flavia (divenuta arcidiocesi di Santiago di Compostela).
Dal XX secolo Celene è annoverata tra le sedi vescovili titolari della Chiesa cattolica; dal 4 agosto 2007 il vescovo titolare è Sergio Pagano, barnabita, assessore del Pontificio comitato di scienze storiche.

## Cronotassi

### Vescovi
- Ortigio † (menzionato nel 400)
- Pastore o Siagrio †

### Vescovi titolari
- Evelio Díaz y Cía † (26 gennaio 1970 - 26 novembre 1970 dimesso)
- Henry-Camille-Gustave-Marie L'Heureux † (26 gennaio 1971 - 3 febbraio 1972 nominato vescovo di Perpignano-Elne)
- Massimo Giustetti † (1º luglio 1972 - 21 marzo 1974 nominato vescovo di Pinerolo)
- Gabriel Montalvo Higuera † (14 giugno 1974 - 2 agosto 2006 deceduto)
- Sergio Pagano, B., dal 4 agosto 2007